# هر دوست که دم زد ز وفا، دشمن شد
رباعی با مطلع «هر دوست که دَم زد زِ وفا، دشمن شد» سیزدهمین رباعی از دیوان حافظ به تصحیح محمد قزوینی و قاسم غنی می‌باشد.
| هر دوست که دَم زد زِ وفا، دشمن شد |  | هر پاک‌رُوی که بود، تَردامن شد   |
| گویند شب آبِستَن و این است عجب    |  | کاو مَرد ندید، از چه آبستن شد؟ |